# Markus Dekker
Markus Johannes Dekker – południowoafrykański zapaśnik walczący w stylu klasycznym.
Zajął trzynaste miejsce na igrzyskach wojskowych w 1999. Brązowy medalista igrzysk afrykańskich w 1999 i czwarty w 2007. Zdobył cztery medale na mistrzostwach Afryki w latach 1996 - 2007. Mistrz Wspólnoty Narodów w 2005 roku.